# Rasmus Borowski

Rasmus Borowski (2014)

Rasmus Borowski (* 21. Mai 1974 in Hamburg) ist ein deutscher Komponist, Sänger und Synchronsprecher sowie Hörspielsprecher.

## Leben

### Leben und Ausbildung
Rasmus Borowski wurde 1974 in Hamburg geboren. Seine Eltern sind der Tonmeister Richard Borowski und die Sängerin Gabi Borowski. Bereits im Alter von vier Jahren stand Borowski das erste Mal für Gesangsaufnahmen im Studio und im Alter von sieben Jahren bekam er Gitarrenunterricht. Zudem drehte er erste Kurzfilme mit der Super-8-Kamera seines Vaters.
1985 zog er mit seiner Mutter zuerst nach Braunschweig und 1988 dann nach Simbabwe, wo Borowski ein englischsprachiges Internat besuchte. 1990 kehrte Borowski nach Braunschweig zurück um seine deutsche Schullaufbahn fortzuführen.
Nach dem Abitur nahm er Gitarrenunterricht bei Andreas Becker (Fee, Peter Maffay), Gesangsunterricht bei Jane Comerford (Texas Lightning), Unterricht in Komposition und Arrangement für Orchester bei Matthias Petereit, sowie Schauspiel- und Sprechunterricht bei Professorin Marianne Bernhardt an der Hochschule für Musik und Theater Hamburg.
1998/2002 absolvierte Borowski den Kontaktstudiengang Popularmusik (Popkurs) an der Hochschule für Musik und Theater Hamburg.
Borowski besuchte Masterclasses für Komposition bei Oscar-Preisträger Jan A. P. Kaczmarek und Japanese-Academy-Award-Preisträger Shigeru Umebayashi.
2006 absolvierte Borowski das Filmmasters Program in den Universal Studios in Los Angeles.
Rasmus Borowski lebt und arbeitet in Hamburg und Berlin.

### Bands
Von 1996 bis 1998 war Rasmus Borowski Songschreiber und Gitarrist der Alternative-Rock-Band Out.
Von 1998 bis 2006 war er Sänger und Songschreiber der Rockband Lust und des Pop-Projekts Borowski & Drusell.

### Synchronsprecher, Hörspielsprecher und Schauspieler
Seit 2000 arbeitet Rasmus Borowski als Synchronsprecher und leiht seine Stimme Stars wie Luke Evans, Martin Compston, John Mayer oder auch Tom Burke und Jim Watson.
In der BBC-Serie Line of Duty spricht er für Martin Compston die Rolle des Steve Arnott.
In Hörspielen wie Die drei ???, TKKG und Fünf Freunde ist Borowski unter der Regie von Heikedine Körting zu hören. In der Science-Fiction-Serie Mark Brandis spricht er den Bordingenieur Antoine Ibaka.
In der Serie Geisterjäger John Sinclair spricht er den Werwolf Luparo. Seit 2011 leiht Borowski in dem Online-Rollenspiel Star Wars: The Old Republic dem Sith-Krieger seine Stimme.
In der 2018 meistgesehenen Netflix-Serie The Seven Deadly Sins ist Borowski in der Rolle des Ban zu hören.
In dem Spielfilm SMS für Dich ist Borowski unter der Regie von Karoline Herfurth in der Rolle des Martin zu sehen.
Des Weiteren spielte er in den Kurzfilmen Der Upgrader, The Dead Meat und Todd und der Tod des Regisseurs Philipp Scholz.

### Film
2004 produzierte Rasmus Borowski zusammen mit Arne Jysch den Kurzfilm Der Beste, zu dem sie auch das Drehbuch verfassten und gemeinsam Regie führten.
Der Beste gewann zahlreiche Preise, darunter auch 2006 den Shocking Shorts Award des Fernsehsenders 13th Street. Daraufhin wurde Borowski in die Universal Studios nach Los Angeles eingeladen, um dort das Filmmasters Program zu absolvieren.

### Filmmusik-Komponist
Inspiriert von den Filmmusik-Komponisten seiner Kindheit komponierte Rasmus Borowski für den Kurzfilm Der Beste seine erste Filmmusik und nahm diese mit einem Streicherensemble und diversen Soloinstrumenten auf.
Es folgten die Filmmusiken zu einer Reihe von weiteren Kurzfilmen, wie z. B. Meat the Campbells, The Dead Meat oder auch Todd und der Tod.
Außerdem arbeitete er mit dem Polish Radio Symphony Orchestra in Warschau, um seine eigenen Kompositionen für großes Orchester aufzunehmen.
2014 komponierte Rasmus Borowski zusammen mit Alexius Tschallener die Filmmusik zu der BBC-Serie Teacup Travels. Gemeinsam schrieben sie über 350 Minuten Musik für insgesamt 25 Folgen der in Edinburgh produzierten Abenteuer-Serie.
Die klassische Orchestermusik zu Teacup Travels wurde im Oktober 2014 mit dem City of Prague Philharmonic Orchestra unter dem Dirigat von Nic Raine in den Smecky Music Studios in Prag eingespielt.

## Filmografie (Auswahl)

### Komponist
- 2004: Der Beste (Kurzfilm)
- 2005: Meat the Campbells
- 2005: Todd und der Tod
- 2007: The Dead Meat
- 2014: Teacup Travels (TV-Serie)
- 2016: 1000 Mexikaner (Spielfilm)
- 2016: Teacup Travels – Staffel 2 (TV-Serie)

### Regisseur
- 2004: Der Beste (Kurzfilm)
- 2007: Google Earth – Fallen Heroes

### Schauspieler
- 2005: Todd und der Tod
- 2005: Der Upgrader
- 2007: The Dead Meat
- 2012: Steffi gefällt das
- 2016: SMS für Dich

## Theater
- 2000: Rocky Horror Show (als Eddie)
- 1996: Mama hat den besten Shit (als der Pfarrer)
- 1992: Der Messias (als Bernhard)
- 1991: The Best of Monty Python
- 1990: Was heißt hier Liebe? (als Musiker)

## Sprecher

### Hörspielsprecher
- 2000: Die drei ??? ...und das Geisterschiff (als Mr. Qin)
- 2000: Die Netsurfer – Wer ist der Verräter? (als Claude)
- 2002: TKKG – Raubzug mit dem Bumerang (als Roderich Mierling)
- 2006: TKKG – Heiße Nächte im Dezember (als Martin Muschke)
- 2007: Mark Brandis – Bordbuch Delta VII (als Antoine Ibaka)
- 2008: Marvi Hämmer (als Kung Fu)
- 2008: Mark Brandis – Unternehmen Delphin (als Antoine Ibaka)
- 2008: Mark Brandis – Verrat auf der Venus (als Antoine Ibaka)
- 2009: Mark Brandis – Aufstand der Roboter (als Antoine Ibaka)
- 2010: Das Z-Team – Anpfiff für das Team (als Reza)
- 2010: Das Z-Team – Voller Einsatz für das Team (als Reza)
- 2011: Die drei ??? Kids – Die Schmugglerinsel (als Kalknase)
- 2011: Die drei ??? – Brainwash (als Spud)
- 2011: Fünf Freunde ...und der Schatz aus dem U-Boot (als Sunny)
- 2011: TKKG – Erpresser fahren Achterbahn (als Felix)
- 2011: Die drei ??? ...und die Geisterlampe (als Henry Shaw)
- 2011: Red River – Tränen aus Blut (als Eugene)
- 2012: Barbie – Barbie als Ballerina (als Marcel)
- 2012: Die drei ??? ...und die Geisterlampe (als Mr. Shaw)
- 2012: Geisterjäger John Sinclair – Die Werwolf-Elite (als Luparo)
- 2012: Geisterjäger John Sinclair – Lupinas Sohn (als Luparo)
- 2013: Die Elfen – Die goldenen Pfade (als Elija Glops)
- 2013: Die Elfen – Die Schlacht am Mordtein (als Elija Glops)
- 2014: TKKG – Die schlafende Chinesin (als Olaf Greimel)
- 2014: Die Elfen – Elfenlicht (als Elija Glops)
- 2014: Die Elfen – Tod in der Nachtzinne (als Elija Glops)
- 2014: Die Elfen – Totenfeuer (als Elija Glops)
- 2016: Super 4 – Gefährliche Schatzjagd (als Gene)
- 2016: Die Supermonster ...und der Wunschstern (als Lobo)
- 2017: Super 4 – Der Zauberwettbewerb (als Gene)
- 2017: Super 4 – Angriff der Feuerdrachen (als Gene)
- 2017: Super 4 – Mindnet, der Supercomputer (als Gene)
- 2017: Die Elfen – Der Klan der Lutin (als Elija Glops)
- 2017: Die Elfen – Die Verräterin (als Elija Glops)
- 2017: Bobby & Bill – Die Geschichte mit dem Knochen (als Captain)
- 2020: Gualagon – Frankensteins Schreckensgigant (als Keisuke Kusano)
- 2021: Geisterjäger John Sinclair – Eisherz (als Dr. Prescott)
- 2022: Die Supermonster – Willkommen bei den Supermonstern (als Lobo)
- 2022: Fünf Freunde ...und die verdächtige Fahrradbotin (als Mr. Spex)
- 2022: TKKG – Beim Raubzug helfen Ahnungslose (als Uwe Zepp)
- 2022: Die drei ??? ...und die verlorene Zeit (als Eric Grasso)
- 2022: TKKG Junior – Abenteuer im Safari Park (als Walther)
- 2022: Wettlauf der Könige (als Bestlin von Bjørnsgard)
- 2022: Erwischt! Zeitreise ins Verbrechen (als Nicolas de la Motte)
- 2024: Fünf Freunde ...und der verschwundene Bräutigam (als Mr. Levin)
- 2024: TKKG – Räuberwald (als Jochen Dill)

### Spielesprecher
- 2024: Dragon Age: The Veilguard (als Lucanis)
- 2022: Star Wars: The Old Republic – Legacy of the Sith (als Sith Krieger Zorn)
- 2019: Star Wars: The Old Republic – Onslaught (als Sith Krieger Zorn)
- 2018: Leisure Suit Larry: Wet Dreams Don’t Dry (als Atticus)
- 2017: Die Säulen der Erde (als Alfred Builder)
- 2017: Mass Effect: Andromeda (als Avitus Rix)
- 2016: Star Wars: The Old Republic – Knights of the Eternal Throne (als Sith Krieger Zorn)
- 2015: Star Wars: The Old Republic – Knights of the Fallen Empire (als Sith Krieger Zorn)
- 2014: Star Wars: The Old Republic – Shadow of Revan (als Sith Krieger Zorn)
- 2014: Star Wars: The Old Republic – Rise of Hutt Cartel (als Sith Krieger Zorn)
- 2010: Tale of a Hero (als Olaf)
- 2009: Der Pate 2 (als Michael Corleone)
- 2008: Dragon Age: Origins (als Niall)
- 2008: Need for Speed: Undercover (als Chau Wu)
- 2005: Harry Potter – Quidditch-Weltmeisterschaft (als Viktor Krum)
- 2005: Der Herr der Ringe: Die Schlacht um Mittelerde 2 (als Easterling)
- 2004: Der Herr der Ringe: Das dritte Zeitalter (als Elf Warrior)
- 2003: Need for Speed: Underground (als Todd)
- 2003: Indiana Jones und die Legende der Kaisergruft (als Leutnant Schmidt)

### Synchronsprecher
- 1997: Gundam Wing – Endless Waltz (als Trowa Barton)
- 2000: Gundam Wing – Mobile Suit (als Trowa Barton)
- 2005: Letzte Tage im Elysée (als Antoine Moreau für Jalil Lespert)
- 2005: Transformers (als Scattershot)
- 2006: The IT Crowd (als Newton für Ben Moor)
- 2007: Monsieur Max (als Max Jacob für Guillaume Gallienne)
- 2007: Naruto (als Sakon & Ukon)
- 2008: Elephant Princess (als Marcus für Liam Hemsworth)
- 2008: McLeods Töchter (als Nathan Passmore für Brett Sheerin)
- 2009: Fanboy & Chum Chum (als Kyle)
- 2009: Soul Eater (als Soul Eater)
- 2010: T.U.F.F. Puppy (als Ollie)
- 2011: Die Heineken Entführung (als Frans für Teun Kuilboer)
- 2011: Die lustigsten Schlamassel der Welt (als Erzähler)
- 2012: Catfish: The TV Show (als Nev für Nev Schulman)
- 2012: Mit Schirm, Charme und Melone (als Mason für Burt Kwouk)
- 2012: Real Humans – Echte Menschen (als Rick für Johannes Kuhnke)
- 2012: An Enemy to Die For (als Terrence für Tom Burke)
- 2013: Der große Eisenbahnraub 1963 (als Bruce Reynolds für Luke Evans)
- 2013: Ida (als Lis für Dawid Ogrodnik)
- 2013: Verlobung mit Hindernissen (als Josh Shiffman für Shane McRae)
- 2013: Beyond the Boundary (als Miroku Fujima für Masaya Matsukaze)
- 2014: Line of Duty – Staffel 1 (als Steve Arnott für Martin Compston)
- 2014: A Certain Justice (als Dent für Danielle Favilli)
- 2014: Lanfeust (als Ritter Blaugold)
- 2014: Line of Duty – Staffel 2 (als Steve Arnott für Martin Compston)
- 2014: The Seven Deadly Sins (als Ban für Tatsuhisa Suzuki)
- 2014: Hunter x Hunter (als Knov für Shin-Ichiro Miki)
- 2015: Between (als Pat für Jim Watson)
- 2015: Ip Man 3 (als Ma King-Sang für Patrick Tam)
- 2015: Bob’s Burgers (als Dr. Yap)
- 2015: Super 4 (als Agent Gene)
- 2016: 19-2 (als Marcel Gendron für Bruce Ramsay)
- 2016: [Bobby und Bill] (als Captain)
- 2016: The Seven Deadly Sins: Signs of Holy War (als Ban für Tatsuhisa Suzuki)
- 2016: Line of Duty – Staffel 3 (als Steve Arnott für Martin Compston)
- 2016: Beowulf (als Slean für Ed Speleers)
- 2017: The Saint (als Agent Cooper für Kyle Horne)
- 2017: Line of Duty – Staffel 4 (als Steve Arnott für Martin Compston)
- 2017: Shimmer Lake (als Zeke Sikes für Benjamin Walker)
- 2017: The Crown (als Lord Altrincham für John Heffernan)
- 2018: Nobody’s Fool (als Nev für Nev Schulman)
- 2018: Master Z: The Ip Man Legacy (als Tso Sai Kit für Kevin Cheng)
- 2018: Mein Name ist Somebody (als Max für Matt Patresi)
- 2018: The Jurassic Games (als Der Host für Ryan Merriman)
- 2018: The Seven Deadly Sins: Prisoners of the Sky (als Ban für Tatsuhisa Suzuki)
- 2018: The Seven Deadly Sins: Revival of The Commandments (als Ban für Tatsuhisa Suzuki)
- 2019: Line of Duty – Staffel 5 (als Steve Arnott für Martin Compston)
- 2019: Date A Live (als Isaac Ray Pelham Westcott für Ryoutarou Okiayu)
- 2020: Mortal Kombat Legends: Battle of the Realms (als Johnny Cage für Joel McHale)
- 2020: The Seven Deadly Sins: Wrath of the Gods (als Ban für Tatsuhisa Suzuki)
- 2020: Shin-chan: Crash! Königreich Kitzel und fast vier Hände (als Hiroshi Nohara für Toshiyuki Morikawa)
- 2021: Mortal Kombat Legends: Scorpions Revenge (als Johnny Cage für Joel McHale)
- 2021: The Seven Deadly Sins: Cursed by Light (als Ban für Tatsuhisa Suzuki)
- 2022: Line of Duty – Staffel 6 (als Steve Arnott für Martin Compston)
- 2022: Magpie Murders – Die Morde von Pie Hall (als Sajid Khan für Sanjeev Kohli)
- 2022: Gåsmamman (als Zac für Anastasios Soulis)
- 2022: Rache auf Texanisch (als John für John Mayer)
- 2022: The Honeymoon (als Ivan für Sergio Valastro)
- 2022: Collide (als Hunter für Ryan Philippe)
- 2022: The Seven Deadly Sins: Grudge of Edinburgh: Teil 1 (als Ban für Tatsuhisa Suzuki)
- 2022: Blade of the 47 Ronin (als Nikko für Dustin Nguyen)
- 2023: Hero Inside (als Crying Man für Barrett Leddy)
- 2023: Mortal Combat Legends: Cage Match (als Johnny Cage für Joel McHale)
- 2023: Super Wings: Maximum Speed (als Billy Willy für Zhankun Zhang)
- 2023: The Seven Deadly Sins: Grudge of Edinburgh - Teil 2 (als Ban für Tatsuhisa Suzuki)
- 2024: Dora (als Marmoset für Danny Burstein)
- 2024: Dora (als Papi für Mike Smith Rivera)
- 2024: Star Trek: Lower Decks (als Dr. Harrison Horseberry für Liam McIntyre)

## Dialog-Regie

### Filme & Serien
- 2022: The Honeymoon
- 2022: Princess Power – Staffel 1
- 2023: 99 Moons
- 2023: Princess Power – Staffel 2
- 2023: Dora und die fantastischen Kreaturen
- 2024: Dora – Staffel 1

### Musikalische Leitung & Songtexte
- 2022: Princess Power – Staffel 1
- 2023: Princess Power – Staffel 2
- 2024: Dora - Staffel 1

### Videospiele
- 2010: Disney Rapunzel – Neu verföhnt
- 2012: Dr. Who: The Eternity Clock

## Auszeichnungen
- 2006: Shocking Shorts Award von NBCUniversal / 13th Street für Der Beste
- 2006: Murnau-Kurzfilmpreis von der Friedrich-Wilhelm-Murnau-Stiftung für Der Beste
- 2006: Best European Short Film von FIKE Film Festival, Évora für Der Beste
- 2006: Audience Award von Lund International Fantastic Film Festival für Der Beste
- 2006: Golden Méliès Nomination von Lund International Fantastic Film Festival für Der Beste
- 2005: Best Independent Shortfilm von Festival of Fantastic Films, Manchester für Der Beste
- 2005: Winner Audience Award von BIFFF Film Festival, Brüssel für Der Beste
- 2005: Prädikat: Besonders Wertvoll von Deutsche Film- und Medienbewertung (FBW) für Der Beste